# Laiuse församling
Laiuse församling (estniska: Laiuse kogudus) är en församling som tillhör Tartu kontrakt inom den Estniska evangelisk-lutherska kyrkan. Församlingen omfattar staden Jõgeva samt större delen av den omkringliggande Jõgeva kommun.

## Större orter
- Jõgeva (stad)
- Jõgeva (småköping)
- Laiuse (småköping)
- Siimusti (småköping)